# Mihaljevići (Pleterniceszentmiklós)
Mihaljevići falu Horvátországban, Pozsega-Szlavónia megyében. Közigazgatásilag Pleterniceszentmiklóshoz tartozik.

## Fekvése
Pozsegától légvonalban 17, közúton 20 km-re délkeletre, községközpontjától 7 km-re délkeletre, a Dilj-hegység nyugati részén, a Gnojnica-patak völgye felett fekszik.

## Története
Valószínűleg a török kiűzése után keletkezett Odvorci hajdútelepülés (pagus haydonicalis) részeként határőrszolgálatra kötelezett hajdúk betelepítésével. Az első katonai felmérés térképén „Dorf Mihailovich” néven található. Lipszky János 1808-ban Budán kiadott repertóriumában „Mihalyevicha” néven szerepel. A bródi határőrezredhez tartozott, majd Pozsega vármegye Bródi járásának része volt. Az első világháború után 1918-ban az új szerb-horvát-szlovén állam, majd később (1929-ben) Jugoszlávia része lett. 1991-től a független Horvátországhoz tartozik. 1991-ben teljes lakossága horvát nemzetiségű volt. A településnek 2011-ben mindössze két állandó lakosa volt.

## Lakossága
| Lakosság változása | Lakosság változása | Lakosság változása | Lakosság változása | Lakosság változása | Lakosság változása | Lakosság változása | Lakosság változása | Lakosság változása | Lakosság változása | Lakosság változása | Lakosság változása | Lakosság változása | Lakosság változása | Lakosság változása | Lakosság változása |
| ------------------ | ------------------ | ------------------ | ------------------ | ------------------ | ------------------ | ------------------ | ------------------ | ------------------ | ------------------ | ------------------ | ------------------ | ------------------ | ------------------ | ------------------ | ------------------ |
| 1857               | 1869               | 1880               | 1890               | 1900               | 1910               | 1921               | 1931               | 1948               | 1953               | 1961               | 1971               | 1981               | 1991               | 2001               | 2011               |
| 25                 | 30                 | 26                 | 28                 | 26                 | 55                 | 54                 | 61                 | 70                 | 62                 | 55                 | 31                 | 8                  | 5                  | 3                  | 2                  |

(1948-ig településrészként, 1953-tól önálló településként.)